# Saní Ibrāhīm ‘Āzar
Saní Ibrāhīm ‘Āzar (en árabe: سني إبراهيم عازر‎, Líbano, 22 de junio de 1961) es un obispo palestino de la iglesia evangélica luterana en Jordania y Tierra Santa, conocido por su liderazgo espiritual, su labor pastoral y su papel en la promoción de la justicia de género en la región. Sucedió a Munīb Yūnán como obispo el 12 de enero de 2018, marcando un nuevo capítulo en la historia de la Iglesia luterana en Tierra Santa, una institución fundada por clérigos alemanes en 1959. Su liderazgo se caracteriza por la defensa de una «paz justa», en la que la equidad y la justicia constituyen los fundamentos para una estabilidad social duradera.
Desde su consagración, ‘Āzar ha supervisado seis iglesias luteranas palestinas y cuatro escuelas, además de un centro de peregrinación en el río Jordán, con un enfoque en el bienestar espiritual de sus congregaciones y en la sostenibilidad de las instituciones que administra. Su visión pastoral se fundamenta en una fe firme en Jesucristo y en la construcción de relaciones interreligiosas basadas en el respeto y el diálogo. Además, es el padre de Sally ‘Āzar, la primera mujer ordenada como pastora en Tierra Santa, consolidando así su influencia en la historia de las iglesias protestantes de la región.

## Biografía

### Primeros años y carrera pastoral
‘Āzar sirvió como pastor durante treinta años en la iglesia evangélica luterana del Redentor, situada en la ciudad vieja de Jerusalén, antes de su consagración como obispo en 2018. Durante estas tres décadas, se ganó el respeto de su congregación y de la comunidad luterana por su dedicación y por su compromiso con el servicio social, especialmente en su trabajo con el Departamento de Servicios para los Refugiados Palestinos, una división del Consejo de Iglesias de Medio Oriente.
Como pastor, ‘Āzar desarrolló una visión centrada en la importancia de la fe cristiana para el fortalecimiento de la identidad religiosa en una región marcada por la diversidad interreligiosa. Esta visión también influyó en su labor ecuménica, promoviendo la paz y la colaboración entre comunidades cristianas y otras confesiones.

### Consagración como obispo y liderazgo
El 12 de enero de 2018, ‘Āzar fue consagrado como obispo de la iglesia evangélica luterana en Jordania y Tierra Santa, convirtiéndose en el cuarto obispo árabe palestino de la iglesia, una posición que tradicionalmente había estado ocupada por clérigos alemanes hasta finales del siglo XX. Su labor como obispo ha estado marcada por la atención a las necesidades espirituales de las congregaciones locales, la gestión administrativa de las iglesias, escuelas y centros religiosos bajo su autoridad, y su lucha por la justicia de género y la sostenibilidad financiera.
Uno de los momentos más significativos de su liderazgo fue la ordenación de su hija, Sally ‘Āzar, como la primera pastora en Tierra Santa, lo que representó un hito en la historia del protestantismo en la región. Este acto, realizado por el propio obispo ‘Āzar en la iglesia luterana de Jerusalén, subrayó su compromiso con la inclusión de las mujeres en roles pastorales y fue visto como un avance crucial hacia la igualdad de género en las iglesias protestantes de la región.

### Visión y enfoque pastoral
Durante su sermón de consagración, ‘Āzar hizo hincapié en la importancia de no avergonzarse de la fe cristiana, una convicción que ha guiado su enfoque pastoral y que ha influido en sus esfuerzos por construir puentes entre las diversas comunidades religiosas en Tierra Santa. ‘Āzar considera que una identidad cristiana sólida es fundamental para fomentar el entendimiento y la cooperación interreligiosa, especialmente en una región históricamente marcada por tensiones religiosas.
Además de su trabajo pastoral y administrativo, el obispo ‘Āzar ha dedicado gran parte de su carrera a servir a las comunidades palestinas en situaciones de vulnerabilidad, trabajando estrechamente con organizaciones como el Departamento de Servicios para los Refugiados Palestinos. A través de este rol, ha coordinado esfuerzos para brindar asistencia y apoyo a refugiados palestinos, contribuyendo al bienestar y la estabilidad de estas comunidades.

### Posición sobre el conflicto en Tierra Santa
En Pentecostés de 2020, ‘Āzar emitió una carta abierta dirigida a las iglesias amigas y aliadas, en la cual instó a tomar medidas para evitar que Israel anexara ilegalmente asentamientos en Cisjordania bajo el pretexto de la crisis del COVID-19. Esta iniciativa refleja su compromiso con la defensa de los derechos y la soberanía de los territorios en disputa, promoviendo el diálogo y la intervención pacífica. Esta visión, compartida con su predecesor Munīb Yūnán, posiciona a ‘Āzar como una figura clave en el escenario del conflicto en Tierra Santa.
La respuesta a su llamado fue inmediata. La Iglesia evangélica luterana de Finlandia, encabezada por el arzobispo Tapio Luoma, respondió con una carta abierta firmada por varios obispos finlandeses, expresando su apoyo a ‘Āzar y a su labor en favor de la paz y la reconciliación. Esta carta también manifestó la oposición de la iglesia finlandesa a los planes de anexión de Israel, consolidando así el respaldo internacional a la postura de ‘Āzar.